# Битва на рейках (фільм)
«Битва на рейках» (фр. La Bataille du rail) — французький фільм 1946 року режисера Рене Клемана. Стрічка удостоєна Міжнародного Призу журі Каннського кінофестивалю (1946).

## Сюжет
Фільм розповідає про боротьбу французьких залізничників проти нацистських окупантів у роки Другої світової війни. У картині відсутній наскрізний сюжет. Вона складається з епізодів, що становлять своєрідну мозаїку Опору і пов'язаних між собою логікою історичних подій. Перший епізод — розповідь про саботаж на залізниці в початковий період війни — закінчується трагічною сценою розстрілу залізничників. Другий (у сценарії — «Броньований потяг») — оповідає про відповідь французьких патріотів на нацистський терор, коли була підготовлена і проведена серія підривів німецьких потягів. Завершальна частина фільму — звільнення Франції і перші дні мирного життя (назва епізоду — «Перший потяг свободи»).

## В ролях
| Актор         | Роль  |
| ------------- | ----- |
| Люсьєн Десано | Атос  |
| Марсель Барно | Барно |
| П'єр Латур    |       |
| Жан Клар'є    |       |
| Жан Доран     |       |
| Франсуа Жу    |       |
| Леон Полеон   |       |
| Тоні Лоран    |       |
| Робер Ле Рей  |       |
| Фернан Розена |       |
| Мішель Саліна |       |
| Аньєс Лоран   |       |

## Визнання
- 1946 — Міжнародний Приз журі Каннського кінофестивалю;
- 1946 — Приз Французького синдикату кінокритиків за найкращий фільм.
- 1949 — Приз за найкращу режисуру (Каннський кінофестиваль).